# 大島治男
大島 治男（おおしま はるお、1939年5月7日 - ）は、広島県出身のサッカー選手。元サッカー日本代表。

## 来歴
現役時代は、小柄ながら抜群のボールコントロールを持ち合わせた選手。
中学からサッカーを初め、広島サッカー御三家であった広島大学附属高校に入学。鬼武健二、高重清純、丹羽洋介、野村尊敬、桑田隆幸らとプレーしている。
高校卒業後、東洋工業（現マツダ）に入社、東洋工業蹴球部（現サンフレッチェ広島）に所属する。1962年の全日本実業団サッカー選手権大会優勝に貢献、1965年にJSLが始まると、初年度には岡光龍三、松本育夫、桑田隆幸、桑原楽之、中村勤らとともにFWの一員として東洋工業無敗優勝に貢献、1960年代後半の黄金期のメンバーとして活躍した。
その活躍から代表に招集され、1959年高橋英辰率いるU-20サッカー日本代表に選ばれAFCユース選手権1959出場し3位入賞、1962 FIFAワールドカップ・予選のメンバーに選ばれ、1960年11月7日ソウルで行われた対全韓国戦に出場（Cキャップ）し得点を挙げている。
2016年現在、東広島市にある「東広島四十雀サッカークラブ」に所属する現役のプレーヤーであり、四十雀SCの少年部門である「リトル・ティット」の監督として活躍している。

## 所属クラブ
- 広大付属高校
- 1958年 - ?年 : 東洋工業

## 個人成績
| 国内大会個人成績 | 国内大会個人成績 | 国内大会個人成績 | 国内大会個人成績 | 国内大会個人成績 | 国内大会個人成績 | 国内大会個人成績  | 国内大会個人成績  | 国内大会個人成績 | 国内大会個人成績 | 国内大会個人成績 | 国内大会個人成績 |
| 年度             | クラブ           | 背番号           | リーグ           | リーグ戦         | リーグ戦         | リーグ杯          | リーグ杯          | オープン杯       | オープン杯       | 期間通算         | 期間通算         |
| 年度             | クラブ           | 背番号           | リーグ           | 出場             | 得点             | 出場              | 得点              | 出場             | 得点             | 出場             | 得点             |
| 日本             | 日本             | 日本             | 日本             | リーグ戦         | リーグ戦         | -                 | -                 | 天皇杯           | 天皇杯           | 期間通算         | 期間通算         |
| ---------------- | ---------------- | ---------------- | ---------------- | ---------------- | ---------------- | ----------------- | ----------------- | ---------------- | ---------------- | ---------------- | ---------------- |
| 1965             | 東洋             | 20               | JSL              | 0                | 0                | -                 | -                 |                  |                  |                  |                  |
| 1966             | 東洋             | 20               | JSL              | 0                | 0                | -                 | -                 |                  |                  |                  |                  |
| 1967             | 東洋             | 20               | JSL              | 2                | 0                | -                 | -                 |                  |                  |                  |                  |
| 1968             | 東洋             |                  | JSL              | 0                | 0                | -                 | -                 |                  |                  |                  |                  |
| 1969             | 東洋             |                  | JSL              | 0                | 0                | -                 | -                 |                  |                  |                  |                  |
| 1970             | 東洋             |                  | JSL              | 0                | 0                | -                 | -                 |                  |                  |                  |                  |
| 通算             | 日本             | 日本             | JSL              | 2                | 0                | -\|\|\|\|\|\|\|\| | -\|\|\|\|\|\|\|\| |                  |                  |                  |                  |
| 総通算           | 総通算           | 総通算           | 総通算           | 2                | 0                | -\|\|\|\|\|\|\|\| | -\|\|\|\|\|\|\|\| |                  |                  |                  |                  |

## 参考資料
- 代表タイムライン　- 日本サッカー協会